# Adolf von Bonin

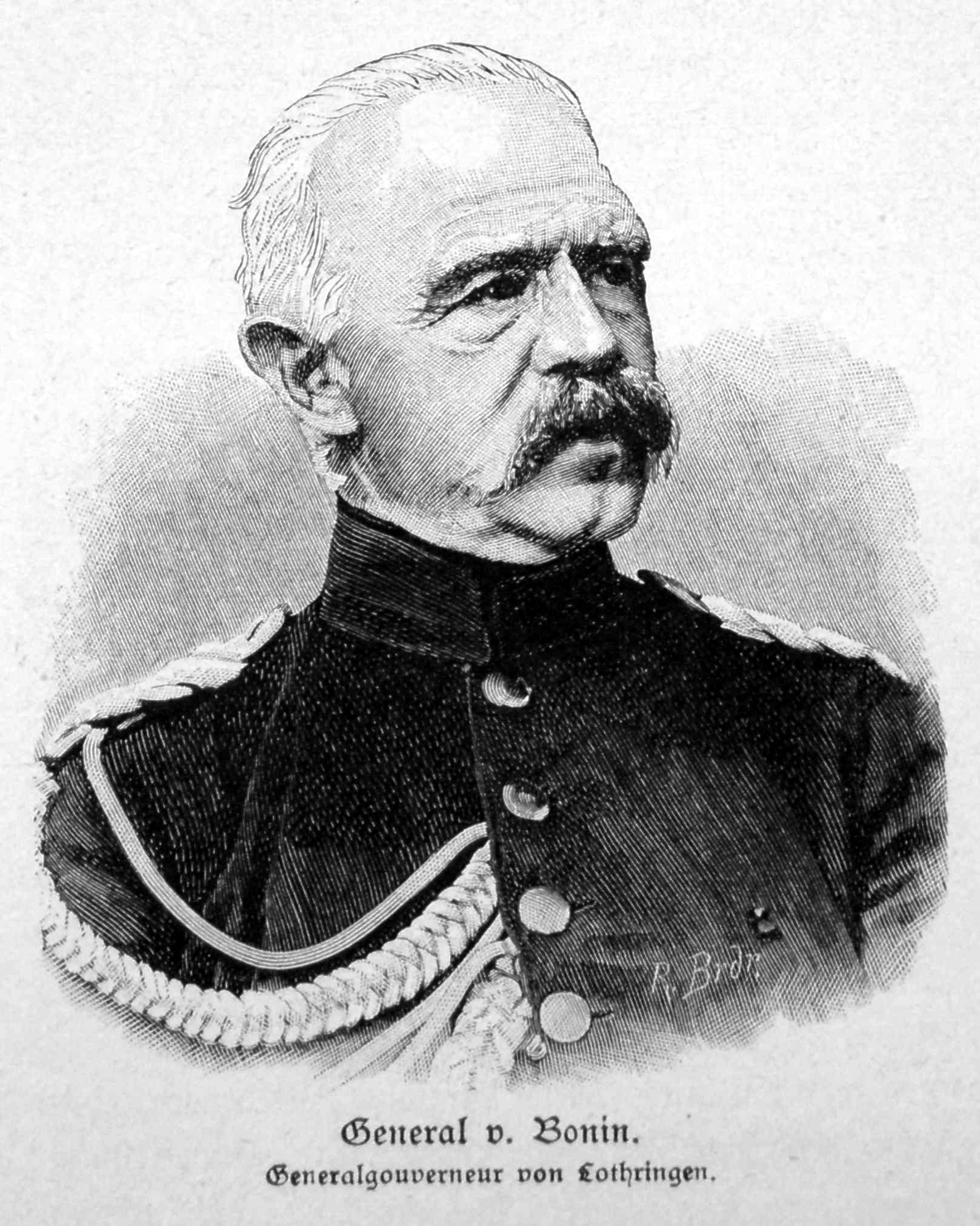
General von Bonin

General von Bonin

Adolf Albert Ferdinand Karl Friedrich von Bonin (* 11. November 1803 in Heeren; † 16. April 1872 in Berlin) war ein preußischer General der Infanterie.

## Leben

### Herkunft
Adolf von Bonin entstammte dem alten hinterpommerschen Adelsgeschlecht von Bonin mit gleichnamigem Stammhaus südlich von Köslin, das im Jahr 1294 erstmals urkundlich erwähnt ist. Seine Eltern waren Gustav Ferdinand von Bonin (1773–1837), preußischer Major a. D., zuletzt im 8. Husaren-Regiment sowie Ritter des Ordens Pour le Mérite, und dessen Ehefrau Anna, geborene Freiin von Plettenberg (1776–1843) aus dem Hause Heeren.
Sein Bruder Gustav von Bonin (1797–1878) war preußischer Verwaltungsjurist und Politiker.

### Militärkarriere
Bonin war ab 1817 Kadett in Berlin und wurde am 28. Juli 1821 als Sekondeleutnant dem 2. Garde-Regiment zu Fuß der Preußischen Armee überwiesen. Vom 1. Oktober 1824 bis 30. Juni 1826 wurde er zur weiteren Ausbildung an die Allgemeine Kriegsschule kommandiert. 1828 stieg Bonin zum Regimentsadjutant auf und ab 2. Dezember 1830 war er Adjutant beim Generalkommando des Gardekorps. Am 24. Januar 1833 folgte seine Ernennung zum Adjutant des Prinzen Adalbert von Preußen. Nach seiner Beförderung zum Premierleutnant wurde er 1838 Flügeladjutant des Königs Friedrich Wilhelm III. Später diente er in dieser Eigenschaft Friedrich Wilhelm IV. und Wilhelm I.
Er durchlief die militärische Laufbahn, wurde 1851 Oberst, 1854 Generalmajor, 1858 Generalleutnant und Generaladjutant des Königs, 1863 Kommandierender General des I. Armee-Korps und 1864 General der Infanterie.
Im Krieg von 1866 war sein I. Armee-Korps in der 2. Armee des Kronprinzen. Bei seinem Marsch durch das Riesengebirge erlitt er beim Angriff von General Gablenz in der Schlacht bei Trautenau am 27. Juni eine Niederlage und musste sich zurückziehen. Dieser Rückzug brachte den preußischen Vormarsch insgesamt in Gefahr, da sein Korps die Lücke zur 1. Armee von Prinz Friedrich Karl Nikolaus von Preußen schließen sollte. Weil er zur Schlacht von Königgrätz erst um halb 10 morgens aufgebrochen war, erreichten nur die Spitzen seines Korps gerade noch rechtzeitig gegen 15 Uhr das Schlachtfeld, um die hart bedrängte Garde entlasten zu können. Beim Abmarsch kamen seine Truppen auch noch der Kavallerie in den Weg, die hinter dem Tross zurückbleiben musste und somit das Schlachtfeld überhaupt nicht mehr erreichten. Vom gesamten I. Armee-Korps war nur eine einzige Brigade hier zum Einsatz gekommen. Moltke bezeichnete Bonin bezüglich seiner Leistungen bei Königgrätz als inkompetent.
Nach Friedensschluss wurde Bonin 1867 als Oberkommandierender der preußischen Truppen in das Königreich Sachsen gesandt. Am 28. Mai 1867 wurde er von dieser Stellung entbunden. Bonin wurde nach einem mehrmonatigen Urlaub zum Chef des Reitenden Feldjägerkorps und Präses der General-Ordens-Kommission ernannt. Während des Deutsch-Französischen Kriegs hatte er kein aktives Kommando. Bonin wurde während dieser Zeit zunächst als Generalgouverneur für die Bezirke der Provinzen Brandenburg und Sachsen verwendet und dann Mitte August 1870 zum Generalgouverneur von Lothringen ernannt. Nach Kriegsende trat Bonin in sein früheres Verhältnis als diensttuender Generaladjutant des Königs und Präses der General-Ordens-Kommission sowie seiner Stellung als Chef des Reitenden Feldjägerkorps zurück. Zudem war er bis zu seinem Tode Chef des Infanterie-Regiments „von Boyen“ (5. Ostpreußisches) Nr. 41.

### Familie
Bonin heiratete am 23. Oktober 1838 in Bariskow Marie Sophie von Zieten (1820–1846), die Tochter des preußischen Generalleutnants Otto von Zieten. Aus der Ehe gingen folgende Kinder hervor:
- Otto (1839–1870), preußischer Premierleutnant ⚭ 1865 Marie Freiin von Paleske (* 1845). Die Witwe heiratete am 1. November 1873 Julius von Mirbach-Sorquitten.
- Friederike (1841–1893) ⚭ 16. Oktober 1859 Fedor von Kriegsheim-Barsikow (1818–1876)
- Ottilie (* 1843) ⚭ 18. Oktober 1865 Urban von Hirschfeld, preußischer Major

Nach ihrem Tod heiratete er am 26. September 1850 mit Elisabeth von Oppen (1827–1890), der Tochter des preußischen Generalleutnants Adolf Friedrich von Oppen. Aus der Ehe gingen folgende Kinder hervor:
- Oskar (1851–1883), preußischer Premierleutnant, Kammerjunker, Ehrenritter des Johanniterordens und Herr auf Herzogwalde ⚭ 17. Juli 1875 Metta Arnoldine Wilhelmine Gräfin Finck von Finckenstein (1853–1929)
- Adolfine (* 1853) ⚭ 1. August 1877 Erich Graf zu Dohna-Schlodien, preußischer Oberstleutnant (1850–1915)
- Georg (1855–1912), preußischer Major ⚭ 27. März 1884 Gretchen André (1862–1920)
- Alexandra (1857–1928) ⚭ 19. Oktober 1881 Ulrich von Trotha, Oberhofmarschall (1854–1946)
- Therese (* 1862) ⚭ 29. Oktober 1893 Karl von Könemann (1858–1897)
- Viktoria (1866–1930) ⚭ 23. Oktober 1893 Rudolf von Oppen (1860–1939), Sohn von General Karl von Oppen (1824–1896)

### Corps
Bonin war Mitglied des Corps Pomerania Greifswald und des Corps Pomerania Halle (II).